# (7980) Senkevich
(7980) Senkevich (1978 TD2) – planetoida z pasa głównego asteroid okrążająca Słońce w ciągu 4,73 lat w średniej odległości 2,82 j.a. Odkryta 3 października 1978 roku.